# Kerivoulinae
Die Kerivoulinae sind eine Fledermausgruppe aus der Familie der Glattnasen (Vespertilionidae). Zu dieser Gruppe gehören zwei Gattungen.

## Merkmale
Als diagnostische Merkmale der Kerivoulinae werden folgende morphologischen Eigenschaften genannt: der zweite Fingerknochen des dritten Fingers ist etwa ebenso lang wie der erste. Der Hirnschädel ist hoch und abgerundet. Die Ohren sind trichterförmig mit einer deutlichen Ausbuchtung unterhalb der Spitze. Der Tragus (Ohrdeckel) ist lang, schmal und zugespitzt. Im Oberkiefer finden sich sechs Backenzähne. Das Fell ist wollig.

## Interne Systematik
Zu den Kerivoulinae gehören zwei Gattungen, die Wollfledermäuse (Kerivoula), mit über 20 Arten in Afrika, Südostasien und Australien, und die Trompetenohren (Phoniscus) mit vier Arten in Südostasien und Australien.

## Belege
1. 1 2  Meredith Happold: Subfamily Kerivoulinae - Wooly Bats. Seite 723 in Meredith Happold und David Happold (Hrsg.): Mammals of Africa Volume IV. Hedgehogs, Shrews and Bats. Bloomsbury, London, 2013, ISBN 978-1-4081-2254-9
2. ↑  Kerivoulinae im Integrated Taxonomic Information System (ITIS). Abgerufen am 22. Februar 2018.